# إقليم أنتسيرانانا
أنتسيرانانا أحد مدغشقر، تبلغ مساحتهه (43,406 km2) وعدد سكانه 1,188,425 في (يوليو 2001).
عاصمته أنتسيرانانا.
الأقاليم المجاورة لأنتسيرانانا:
- تواماسينا - جنوب شرق البلاد
- ماهاجانغا - جنوب غربي

## التقسيمات الإدارية
|  | تم تقسيم إقليم أنتسيرانانا إلى منطقتين ديانا وسافا. وأصبحت هاتين الأخيرتين تقسيمات إدارية من المستوى الأول عندما تم حل الإقليم في عام 2009. فهي تنقسم إلى تسع مناطق: - منطقة - 1 Ambanja منطقة (ريف أمبانجا ‏) الثاني ** Ambilobe منطقة (فضولي) - - 5 أنتسيرانانا الريف - 6 أنتسيرانانا - 7 كن فضولي منطقة (كن فضولي) - سافا - 3 Andapa منطقة (Andapa) - 4 منطقة أنتالاها (أنتالاها) - 8 منطقة سامبافا (سامبافا) - 9 Vohemar منطقة (Vohemar) |

## أعلام
- ألبرت زافي